# António de Oliveira Salazar
António de Oliveira Salazar (28. april 1889 – 27. juli 1970) var en portugisisk politiker.
Salazar var premierminister i Portugal i perioden 1932-1968. Men eftersom Portugal på den tid var et diktatur, så omtales han ofte som en diktator. Han var fascisternes finansminister i perioden 1928 – 1932. Han grundlagde det statslige sikkerhedspoliti PIDE, som havde som opgave at arrestere og fængsle personer som gjorde oprør mod regimet.
I 1968 var Salazar involveret i en faldulykke og fik en hjerneskade, som medførte at han måtte trække sig som premierminister. Marcello Caetano efterfulgte ham.